# Fergalicious
"Fergalicious" é o segundo single da cantora Fergie com o álbum The Dutchess (2006). Ela tem participação do líder do Black Eyed Peas, will.i.am, que também produziu a faixa. "Fergalicious" não foi oficialmente lançada no Reino Unido, onde "Glamorous" foi oficialmente lançado como sendo o segundo single em seu lugar. Apesar disso, "Fergalicious" conseguiu alcançar a posição #26 na parada de downloads do Reino Unido e será lançada como o quarto single lá, quase um ano após o lançamento oficial do single, como um A-side duplo com "Clumsy".
Em 4 de Dezembro de 2006, Fergie e will.i.am cantaram a canção ao vivo no Billboard Music Awards de 2006 e no Big In '06 Awards. "Fergalicious" aparece no Guiness Book 2008 como o Single Mais Baixado Em Uma Semana, com milhares de downloads.

## Videoclipe
O video estreou em 23 de outubro de 2006 e conta com a participação do rapper Will.i.am. O video começa com o rapper Will.i.am em frente á um portão de laços cantando seus versos de abertura, quando a música começa é mostrado a fabricação de um chocolate chamado "Fergalicious" e Fergie começa a cantar seu verso em um mundo futurístico de doces com cortes para a estadosunidense deitada em uma pilha de doces.Quando o segundo verso da música começa Fergie e suas dançarinas estão vendendo os chocolates. O resto do vídeo se altera em imagens de Fergie no mundo da fantasia e a cantora dentro de um bolo gigante, performando uma briga de chocolates com um dançarino e cenas de Will.i.am no portão cantando seus versos na ponte.

## Gravação
A canção é baseada em "Supersonic", do grupo de rap J. J. Fad. Ela também inclui elementos de "It's More Fun to Compute" de Kraftwerk e "Night Train" de James Brown, como originalmente tendo o sample do Afro-Rican em "Give It All You Got". Suas batidas são um sample de "Planet Rock" por Afrika Bambaataa. A palavra "Fergalicious" (Fergaliciosa) é uma união de "Fergie" e "delicious" (deliciosa).

## Faixas
CD Maxi
1. "Fergalicious" (Versão do Álbum) — 4:52
2. "Paradise" — 4:08
3. "London Bridge" (Versão Ao Vivo) — 2:43
4. "Fergalicious" (Videoclipe) — 3:52

CD Single de 2 faixas
1. "Fergalicious" (Versão do Álbum) — 4:52
2. "Paradise" — 4:08

CD Single Promocional do Reino Unido (2006)
1. "Fergalicious"(Edição de Radio) - 3:47

CD Single do Reino Unido (2007)
1. "Fergalicious"(Edição de Radio) - 3:47
2. "Clumsy"(Edição de Radio) - 3:17

CD Single Australiano e Single Europeu CD1 
1. "Fergalicious"(Edição do Albúm) - 4:52
2. "Paradise" - 4:08

Europeu CD2
1. "Fergalicious"(Edição do Albúm) - 4:52
2. "Paradise" - 4:08
3. "London Bridge"(ao vivo) - 2:43
4. "Fergalicious"(Video) - 3:52

## Desempenho nas paradas
"Fergalicious" entrou no Billboard Hot 100 na posição #79, chegando à seu pico máximo de número #2 algumas semanas depois após um aumento no seu número de vendas, chegando à posição #1 no Pop 100 por uma semana. Ela chegou também à posição #26 no AOL Top Airplay à #2 no AOL Top Downloads Digitais. Vendeu 3.063.000 cópias no país até agosto de 2012.

### Posições
| Top (2006)                                   | Melhor posição |
| -------------------------------------------- | -------------- |
| Canadá - BDS Airplay                         | 40             |
| Estados Unidos - Billboard Hot 100           | 2              |
| Estados Unidos - Billboard Canções Digitais  | 1              |
| Estados Unidos - Billboard Faixas Digitais   | 2              |
| Estados Unidos - Billboard Pop 100           | 1              |
| Estados Unidos - Billboard Top 40 Mainstream | 5              |
| Estados Unidos - Billboard Top 40 Ritmo      | 12             |
| França - Top Singles                         | 15             |
| Países Baixos - Top Interativo               | 1              |
| Reino Unido - UK Singles Chart               | 104            |
| Reino Unido - Parada de Donwloads Oficial    | 26             |
| Mundo                                        | 4              |